# Rutog
Rutog (chữ Tạng: རུ་ཐོག་རྫོང་; Wylie: ru thog rdzong; ZWPY: Rutog Zong; tiếng Trung: 日土县; bính âm: Rìtǔ Xiàn, Hán Việt: Nhật Thổ huyện) là một huyện của địa khu Ngari (A Lý), khu tự trị Tây Tạng, Trung Quốc. Mặc dù khi thành lập vào năm 1961, Rutog trực thuộc khu tự trị Tân Cương, tuy nhiên nó đã được chuyển cho Tây Tạng vào năm 1978. Độ cao trung bình của huyện là 4.500 mét và đỉnh cao nhất lên tới 6800 mét.

### Trấn
- Ba Thổ (日土镇)

### Hương
- Nhiệt Bang (热帮乡)
- Nhật Tùng (日松乡)
- Đông Nhữ (东汝乡)
- Đa Mã (多玛乡)